# Inhibiteur de trypsine
Un inhibiteur de trypsine (IT) est une protéine et un type d'inhibiteur de protéase à sérine (serpine) qui réduit l'activité biologique de la trypsine en contrôlant l'activation et les réactions catalytiques des protéines. La trypsine est une enzyme impliquée dans la dégradation de nombreuses protéines, principalement dans le cadre de la digestion chez l'homme et d'autres animaux tels que les monogastriques et les jeunes ruminants. Lorsque l'inhibiteur de la trypsine est consommé, il agit comme un substrat irréversible et compétitif.
Il entre en compétition avec les protéines pour se lier à la trypsine et la rend donc indisponible pour se lier aux protéines lors du processus de digestion. En conséquence, les  inhibiteurs de protéase qui gênent l'activité de la digestion ont un effet  antinutritionnel. De ce fait, un inhibiteur anti-trypsine est considéré comme un facteur antinutritionnel. En outre, l'inhibiteur de trypsine interfère partiellement avec la fonction chymotrypsine.
Le trypsinogène est une forme inactive de la trypsine. Sa forme inactive garantit que les parties protéiques de l'organisme, telles que le pancréas et les muscles, ne soient pas décomposés. Il est formé dans le pancréas et activé à la trypsine par l'entéropeptidase. Le chymotrypsinogène est la forme inactive de la chymotrypsine et a des fonctions similaires à celles de la trypsine.
On a constaté que la présence d'inhibiteurs anti-trypsine entraîne un retard de croissance ainsi que des maladies métaboliques et digestives. En outre, l'hypertrophie pancréatique est un phénomène fréquent associé à la consommation d'inhibiteurs de trypsine. La présence d'inhibiteurs anti-trypsine dans un produit réduit l'efficacité des protéines et empêche donc l'organisme du consommateur d'utiliser efficacement et pleinement les protéines.

## Fonction
L'inhibiteur de trypsine est présent dans divers aliments tels que les céréales, le soja et diverses autres légumineuses La fonction principale d'un inhibiteur anti-trypsine dans ces aliments est d’agir comme un mécanisme de défense. En présence de ce composant nocif, les animaux sauvages apprennent que tout aliment contenant un inhibiteur de trypsine doit être évité. L'inhibiteur de trypsine peut également être essentiel pour les processus biologiques au sein de la plante.
L'inhibiteur de trypsine peut également être présent naturellement dans le pancréas d'espèces telles que les bovins. Sa fonction est de protéger l'animal de toute activation accidentelle du trypsinogène ou du chymotrypsinogène.

## Inactivation
Les inhibiteurs de trypsine sont sensibles à la chaleur. Par conséquent, on peut les éliminer en exposant ces aliments à la chaleur, et les rendre ainsi sans danger pour la santé. Lors de la désactivation d'un inhibiteur anti-trypsine, on peut utiliser, pour vérifier s'il a été correctement traité, des produits comme le test ELISA de l'inhibiteur de trypsine de soja.

## Applications dans les industries commerciales
L'application la plus importante des inhibiteurs de trypsine est l'alimentation du bétail. Le soja est un ingrédient fréquemment utilisé dans les aliments du bétail. Cela peut être un sujet de préoccupation en raison de la présence d'inhibiteurs de trypsine dans le soja. Cependant, la majorité du soja utilisé dans les aliments du bétail l'est sous forme de tourteau de soja, qui a subi un traitement thermique lequel a éliminé les inhibiteurs anti-trypsine. Cependant, des expériences ont été menées sur des animaux qui consomment des inhibiteurs de trypsine activés et leur poids a invariablement diminué.
| Source                        | Inhibiteur      | Masse moléculaire | Pouvoir inhibiteur | Détails                                                                                                |
| ----------------------------- | --------------- | ----------------- | ------------------ | --- |
| Plasma sanguin                | α1-antitrypsine | 52 kDa            |                    | Appelé aussi inhibiteur de trypsine sérique                                                            |
| Haricots de Lima              |                 | 8–10 kDa          | 2,2                | Mélange de six inhibiteurs différents                                                                  |
| Pancréas et poumons de Bovins | Aprotinine      | 6,5 kDa           | 2,5                | Plus connu comme inhibiteur pancréatique. Inhibe plusieurs protéases à sérine différentes              |
| Blanc d’œuf aviaire           | Ovomucine       | 8–10 kDa          | 1,2                | Les ovomucoïdes sont un mélange de plusieurs inhibiteurs différents de protéase à glycoprotéine        |
| Soja                          |                 | 20,7–22,3 kDa     | 1,2                | Mélange de plusieurs inhibiteurs différents. Tous lient également la chymotrypsine à un degré moindre. |

Une étude de 2010 a montré qu'un inhibiteur de protéase provenant des œufs d'une espèce d'escargots d'eau douce, Pomacea canaliculata, interagit en tant qu'inhibiteur de trypsine avec la protéase de prédateurs potentiels. C'est la première preuve directe de ce mécanisme dans le règne animal.

## Inhibiteurs non-protéiques

### Amidines et amines

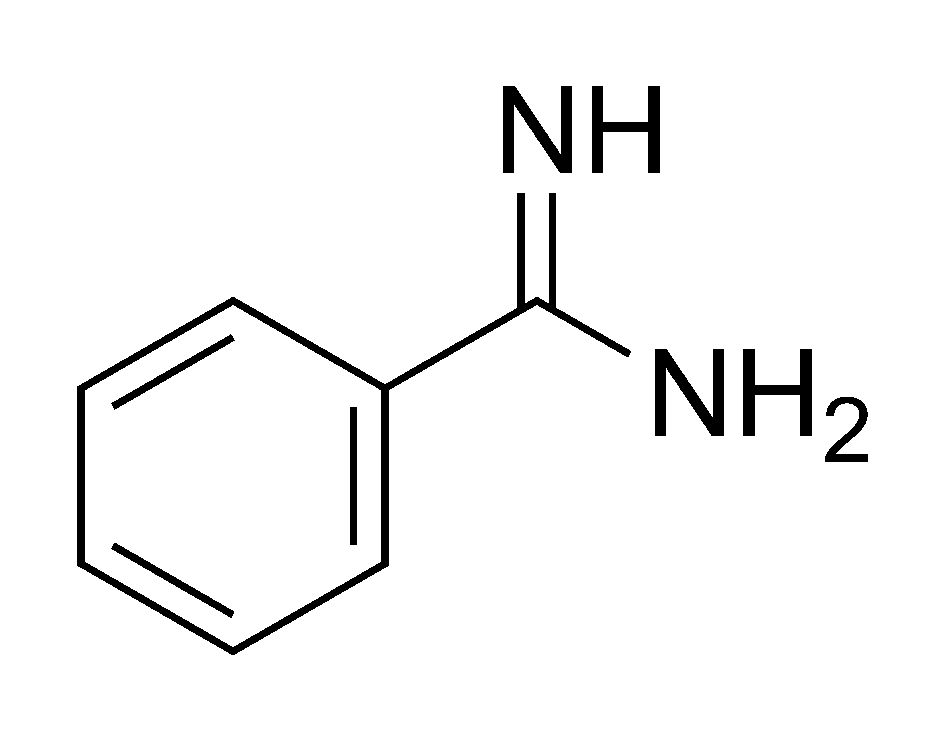
Formule topologique de la benzamidine

Certains composés organiques non-protéiques sont également des inhibiteurs compétitifs de la trypsine. C'est notamment le cas de la benzamidine, de la benzylamine, de la N-méthylbenzamidine, de l'α- et de la β-Naphthamidine, et de l'α- et de la β-Naphthylméthylamine.